# 690'erne f.Kr.
Århundreder: 8. århundrede f.Kr. – 7. århundrede f.Kr. – 6. århundrede f.Kr.
Årtier: 740'erne f.Kr. 730'erne f.Kr. 720'erne f.Kr. 710'erne f.Kr. 700'erne f.Kr. – 690'erne f.Kr. – 680'erne f.Kr. 670'erne f.Kr. 660'erne f.Kr. 650'erne f.Kr. 640'erne f.Kr.
År: 699 f.Kr. 698 f.Kr. 697 f.Kr. 696 f.Kr. 695 f.Kr. 694 f.Kr. 693 f.Kr. 692 f.Kr. 691 f.Kr. 690 f.Kr.